# Urne
 For alternative betydninger, se Urne (flertydig). (Se også artikler, som begynder med Urne)
En urne er en vaseformet beholder af træ, metal, ler eller lignende, og som anvendes til asken efter ligbrænding. Urner har været anvendt i mange kulturer. De første er fra omkring 7000 f.Kr.. 32 blev fundet i Jiahu i Kina., og andre tidlige fund er fra Laoguantai, Shaanxi. Der er omkring 700 urner fra Yangshao kulturen (5000–3000 f.Kr.). I Bayern var det tradition, at kongens hjerte blev lagt i en urne som ved kong Otto 1. af Bayerns død i 1916. Urner blev også anvendt i den angelsaksiske religion i England.
Romerne anbragte deres urner i en urnehal, som kaldes et kolumbarium.